# Lijst van burgemeesters van Vinkeveen en Waverveen
Dit is een lijst van burgemeesters van de voormalige Nederlandse gemeente Vinkeveen en Waverveen vanaf de fusie in 1841 van de gemeenten Vinkeveen en Waverveen tot 1 januari 1989 toen Vinkeveen en Waverveen, Mijdrecht en Wilnis fuseerden tot de nieuwe gemeente De Ronde Venen.
| Ambtsperiode | Naam burgemeester                                           | Partij of stroming | Bijzonderheden                                                                          |
| ------------ | ----------------------------------------------------------- | ------------------ | --------------------------------------------------------------------------------------- |
| 1841 - 1852  | Jan Wessels                                                 |                    |                                                                                         |
| 1852 - 1855  | Cornelis Farret                                             |                    | later burgemeester van Amerongen, Leersum en Darthuizen, en daarna van Stad Almelo      |
| 1856 - 1872  | J.F. Caspers                                                |                    |                                                                                         |
| 1872 - 1893  | Fredrik baron van Utenhove                                  |                    |                                                                                         |
| 1893 - 1897  | jhr. Titus Rudolf Johann Baptist van Grotenhuis van Onstein |                    | later burgemeester van Oosterhout                                                       |
| 1897 - 1926  | jhr. Alexander Engelbert Joseph van Grotenhuis van Onstein  |                    | broer van voorganger                                                                    |
| 1926 - 1931  | Karel Louis Joseph Wouters                                  |                    | later burgemeester van Dongen                                                           |
| 1931 - 1946  | G.E. Mühlradt                                               |                    |                                                                                         |
| 1945 - 1946? | S.P. baron Bentinck                                         |                    | waarnemend, tevens burgemeester van Abcoude                                             |
| 1946 - 1967  | A.C. Blom                                                   | KVP                | ontslag op eigen verzoek na aandringen van minister i.v.m. strafrechtelijk onderzoek    |
| 1967 - 1968  | Frederik (F.) Verstegen                                     | VVD                | waarnemend                                                                              |
| 1968 - 1986  | drs. Theo (Th.A.M.) Elsen                                   | KVP                |                                                                                         |
| 1986 - 1989  | Theo (P.Th.) Bunjes                                         | CDA                | waarnemend (tevens burgemeester van Langbroek en Cothen), later burgemeester van Ermelo |